# Søren Poulsen
Søren Poulsen (født 6. april 1964) er en dansk administrerende direktør i fodboldklubben Esbjerg fB.
Søren Poulsen overtog stillingen som adm. direktør efter Niels Erik Søndergaard, som i stedet overtog stillingen som sportsdirektør i klubben. Før dette var Søren privatdirektør for Private Banking i Danske Banks regionshovedkontor for Jylland Syd i Esbjerg. Han er uddannet i Bikuben (nu BG Bank) i Kolding, og har desuden været filialdirektør gennem 7 år i Haderslev-filialen.

## Reference
1. ↑  "EfBs direktør runder et halvt århundrede - Lokalavisen Esbjerg". Arkiveret fra originalen 5. marts 2016. Hentet 26. juni 2014.